# Bousies
Bousies és un municipi francès, situat a la regió dels Alts de França, al departament del Nord. L'any 2006 tenia 1.679 habitants. Limita amb Croix-Caluyau, Fontaine-au-Bois, Forest-en-Cambrésis, Poix-du-Nord, Robersart, i Vendegies-au-Bois.

## Demografia
| 1962                                       | 1968  | 1975  | 1982  | 1990  | 1999  |
| ------------------------------------------ | ----- | ----- | ----- | ----- | ----- |
| 1.885                                      | 1.895 | 1.814 | 1.723 | 1.717 | 1.683 |
| Des de 1962: població sense dobles comptes |       |       |       |       |       |

## Administració
| Període   | Identitat                | Partit |
| --------- | ------------------------ | ------ |
| 1899-1900 | Isaïe Cloche             |        |
| 1900-1940 | Camille Bourdon          |        |
| 1940-1944 | Casimir Pottiez          |        |
| 1944-1959 | Georges Lefebvre         |        |
| 1959-1964 | Georges Panteignes       |        |
| 1964      | Léon Gauthier            |        |
| 1964-1965 | Fernand Carlier          |        |
| 1965-1977 | Pierre Gouzon            |        |
| 1977-1989 | Jean-Pierre Desrousseaux |        |
| 1989-     | André Ducarne            |        |

## Agermanaments
- Risum-Lindholm